# Stilapex
Genre
Synonymes
- Lambertia Souverbie, 1869
- Stylapex[1]

Stilapex est un genre de mollusques gastéropodes au sein de la famille Eulimidae. Les espèces rangées dans ce genre sont marines et parasitent d'autres espèces.

## Liste d'espèces
Selon World Register of Marine Species (27 août 2017) :
- Stilapex cookeanus (Bartsch, 1917)
- Stilapex eburnea (Schepman & Nierstrasz, 1909)
- Stilapex lactarius Iredale, 1925
- Stilapex montrouzieri (Souverbie, 1869)
- Stilapex ophiuraphila (Habe, 1976)
- Stilapex parva (Schepman, 1909)
- Stilapex polaris (Hedley, 1916)
- Stilapex suzuki Habe, 1991
- Stilapex teremachii Habe, 1958
- Stilapex thielei (Sturany, 1903)
- Stilapex tokii Habe, 1974
- Stilapex zebra Habe, 1976